# Tőkésisziget
Tőkésisziget vagy Gessayfalva (szlovákul Zálesie, korábban Gessayov/Gešajov) község Szlovákiában, a Pozsonyi kerületben, a Szenci járásban.

## Fekvése
Pozsony központjától 14 km-re keletre, Szenctől 16 km-re délnyugatra.

## Története
A község területe a középkorban a Szentgyörgyi grófok éberhárdi uradalmához tartozott. 1543-ban a család kihalása után I. Ferdinánd király a Mérey családnak adta. Ezután a területnek több birtokosa volt, köztük az Illésházy család is. 1810-ben gróf Apponyi György felesége, Zichy Anna vásárolta meg, így az Apponyi család birtoka lett. Birtokosa volt gróf Apponyi Albert is. Az Apponyiak több majort építettek fel a birtokon, mely alsó, felső és középső részre oszlott. A terület Csehszlovákiához kerülése után az 1603 hektáros Apponyi birtokot felosztották.
A mai község területe 1923-ban egy Amerikából hazatérő szlovák, Ignác Gessay tulajdona lett, aki a 604 hektáros területen új falut létesített, melyet Gešajovnak nevezett el. A település kezdetben Éberhárdhoz tartozott, majd 1940-ben, Dél-Szlovákia visszatérése után Pozsonyivánka része lett. 1960-ban nevét Zálesiere változtatták. A falu 1990-től lett önálló település.

## Népessége
| Év:            | 1994. | 2004.    | 2014.    | 2024.    |
| -------------- | ----- | -------- | -------- | -------- |
| Emberek száma: | 710   | 925      | 1791     | 2297     |
| Eltérés:       |       | +30,28 % | +93,62 % | +28,25 % |

| Év:            | 2023. | 2024.   |
| -------------- | ----- | ------- |
| Emberek száma: | 2280  | 2297    |
| Eltérés:       |       | +0,74 % |

1970-ben 554 lakosából 553 szlovák és 1 magyar volt.
1991-ben 654 lakosából 630 szlovák és 20 magyar volt.
2001-ben 750 lakosából 722 szlovák és 17 magyar volt.
2011-ben 1515 lakosából 1429 szlovák, 16 magyar és 12 cseh volt.
2021-ben 2228 lakosából 2095 szlovák, 24 magyar, 5 ruszin, 37 egyéb és 67 ismeretlen nemzetiségű.

## Külső hivatkozások
- Hivatalos oldal
- E-obce.sk Archiválva 2010. június 11-i dátummal a Wayback Machine-ben
- Községinfó[halott link]
- Tőkésisziget Szlovákia térképén